# Grind
Grind (Brasil: Manobras Radicais ) é um filme dos Estados Unidos lançado em 2003.

## Sinopse
Três jovem recém formados no 2°Grau, Eric Rivers (Mike Vogel), Matt Jensen (Vince Vieluf), Dustin Knight (Adam Brody) juntamente com um amigo mulherengo , Sweet Lou (Joey Kern) vão para uma turnê para realizar o sonho de serem skatistas profissionais que sempre vem acompanhado de glória, fama e Mulheres. Porém nem tudo saiu como planejado, depois de tirar seus amigos da paz e tranquilidade e praticamente acabar com as chances de seu melhor amigo ir para a faculdade, Eric Rivers conhece uma Skatista que conhece muitas pessoas e a História começa a mudar, eles partem ja a pé, ja que a vam deles havia sido roubada por uma das ficantes do Sweet. Quando chegam na turnê eles se apresentam e Eric duela contra seu inimigo bastante marrento que o humilhou assim que chegaram na primeira tentativa de entrar na turnê. Eric ganha o duelo e fama, sua amiga Jamie (Jennifer Morrison) o apresenta para o principal motivo de eles terem ido para a turnê Jimmy Wilson (Jason London).